# Wasserkreislauf

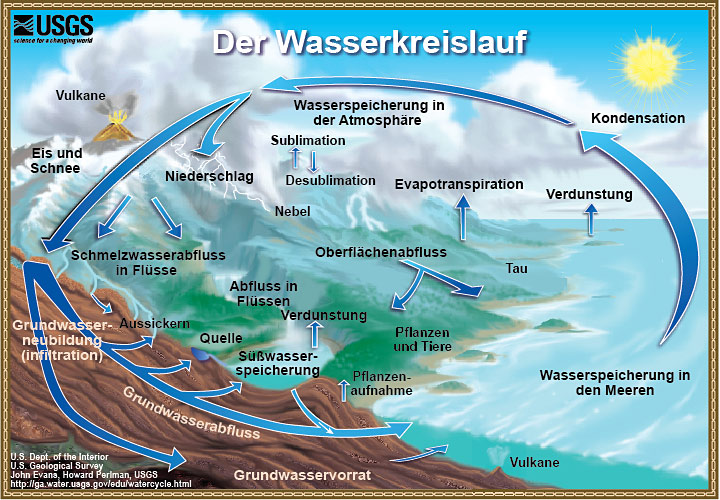
Diagramm des Wasserkreislaufs

Unter dem Begriff Wasserkreislauf versteht man den Transport und die Speicherung von Wasser auf globaler wie regionaler Ebene. Hierbei wechselt das Wasser mehrmals seinen Aggregatzustand und durchläuft die einzelnen Sphären wie Hydrosphäre, Lithosphäre, Biosphäre und Atmosphäre der Erde. Die Zirkulation des Wassers vollzieht sich in der Regel zwischen Meer und Festland. Im Wasserkreislauf geht kein Wasser verloren, es ändert nur seinen Zustand. Diese Zustände werden durch die Wasserhaushaltsgrößen vertreten und folglich im Wasserhaushalt bilanziert.

## Allgemeines Schema

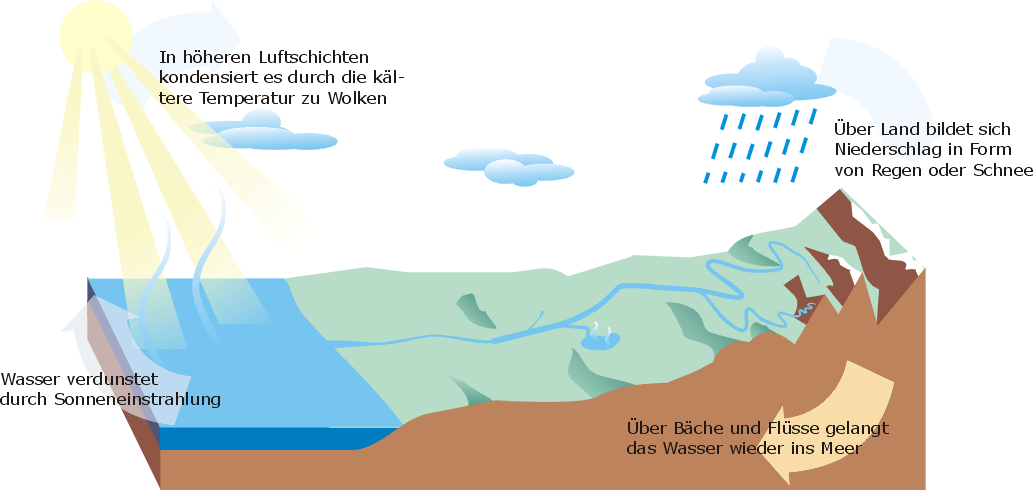
Schema des Wasserkreislaufes

Die Ozeane sind die größten Wasserspeicher der Erde, sie bedecken den größten Teil der Erdoberfläche.
Sonnenenergie erwärmt das Wasser. Durch Verdunstung, vor allem an der Meeresoberfläche, in geringerem Umfang auch auf dem Festland, entsteht Luftfeuchtigkeit. Der Wind transportiert die feuchte Luft zum Festland. Wenn die feuchte Luft auf kalte Luftschichten trifft, so schiebt sie sich darüber und steigt auf (Warmfront), ebenso wenn sie auf Bergflanken trifft oder über warmem Untergrund erwärmt wird (Konvektion). Wenn die Luft aufsteigt, kühlt sie sich ab. Kalte Luft kann aber weniger Wasserdampf aufnehmen als wärmere, daher kondensiert der in der Luft enthaltene Wasserdampf ab einer gewissen Höhe. Dabei entstehen Wolken. Werden die Wassertröpfchen groß genug, kommt es zu Niederschlägen, und das Wasser fällt in Form von Regen, Schnee oder Hagel zur Erde zurück. Die Form des Niederschlags hängt von der Temperatur ab. Wenn die Niederschläge direkt in die Gewässer fallen, schließt sich der Kreislauf und kann wieder von vorn beginnen. Fällt das Wasser auf die Erde, versickert es ins Grundwasser. Über den Grundwasserfluss oder über Quellen und Flüsse fließt es dann in die Ozeane ab. Auch Schmelzwasser von Gletschern und Schnee und oberflächlich abgeführtes Regenwasser wird über Flüsse in die Ozeane transportiert. In den Polargebieten und in Hochgebirgen wird ein Teil der Niederschläge in fester Form als Eis gespeichert, wo es über Schmelzwasser wieder in die Ozeane gelangt.

## Wasserkreislauf im Erdinneren
Durch die Ozeanbodenmetamorphose erfolgt eine Hydratisierung von Mineralen am Ozeanboden. Dieser Ozeanboden wird später subduziert und gelangt so in den Erdmantel, wodurch große Mengen Wasser gebunden in Mineralen sich im Erdinneren befindet. Viele dieser Minerale sind unter hohen Drücken nicht mehr stabil, wodurch eine Entwässerung dieser Minerale erfolgt und das Wasser schließlich durch Vulkanismus wieder an die Erdoberfläche kommt. Untersuchungen konnten hydratisierte Minerale in der Mantelübergangszone (im Speziellen in 520 bis 660 km Tiefe) nachweisen. Schätzungen gehen davon aus, dass allein das hier in Mineralen gebundene Wasser der Menge der Weltmeere entsprechen könnte.
Neuere Studien gehen von einem Wassertransport bis an die Kern-Mantel Grenze, oder sogar bis in den Erdkern aus.

## Grundgleichung
Stark vereinfacht lässt sich der Wasserkreislauf mit folgender Grundgleichung beschreiben:
{\displaystyle N=A+V\,}
Der Eintrag durch Niederschläge N resultiert in Abfluss A und Verdunstung V. Die hier genutzte Darstellung ist jedoch nur ein vereinfachtes Beispiel einer Wasserhaushaltsgleichung.

## Wasser auf anderen Himmelskörpern
Nach Meinung einiger Wissenschaftler findet sich Wasser mit hoher Wahrscheinlichkeit auch auf anderen Himmelskörpern des Sonnensystems wie dem Mars.
Der Kreislauf des Wassers wird allgemein als Voraussetzung für das Leben angesehen.

## Geschichte
Der Kreislaufcharakter des Wassers wurde schon früh erkannt oder zumindest erahnt. Das damit in Zusammenhang stehende Prinzip lautet „panta rhei“ – alles fließt. Auch in der Bibel wird schon mehrmals auf den Wasserkreislauf Bezug genommen bzw. extreme Niederschläge in der Sintflut beschrieben.
Verschiedene Theorien zum Wasserkreislauf und dessen Antrieb:
- meteorogener Wasserkreislauf: Theorie zum Wasserkreislauf nach heutigem Verständnis, welche wahrscheinlich von Xenophanes begründet wurde und unter anderem Diogenes von Apollonia und Hippokrates von Kos als frühe Vertreter besitzt.
- Theorie des Salzwasseraufstiegs: Umkehrung der Strömungsrichtung des meteorogenen Wasserkreislaufes, nachdem die Erde auf dem Wasser der Meere ruht und dieses alle oberirdischen Quellen speist. Diese Theorie wurde von Thales begründet und hatte Hippon und Platon als frühe Vertreter.
- Theorie der Wasserentstehung aus der Luft: Das Wasser entsteht aus der Luft (Effekt der Kondensation) und würde über den Niederschlag die Quellen der Flüsse speisen. Diese Theorie wurde von Aristoteles entwickelt und stellte die maßgebende Lehrmeinung bis in das frühe 17. Jahrhundert dar.